# Korvensuu
Korvensuu je jméno prvního automobilu vyrobeného ve Finsku. Prototyp byl navržen v roce 1912 a postaven v roce 1913 v továrně Franse Lindströma (29. listopadu 1874, Mynämäki – 21. února 1918), podle jiného zdroje byl výrobcem Hans Lindström).
Majitel malé strojní továrny Frans Lindström se rozhodl postavit automobil jako ukázku schopností a zkušeností své firmy, nikdy nepočítal se sériovou výrobou. Vůz byl osazen vzduchem chlazeným dvouválcovým čtyřtaktním motorem o výkonu 10 koní, byl vybaven třírychlostní převodovkou a měl dvoumístnou karoserii. Všechny díly kromě magneta, svíček, ložisek zadní nápravy a pneumatik byly vyrobeny ve firmě Korvensuu.
Automobil je vystaven v muzeu v Uusikaupunki.